# Ковзиячка
Ковзиячка (Кавзиячка, тат. Кәүҗияк) — река в России, протекает по Татарстану. Устье реки находится в 14 км от устья Мелли на высоте 80 метров над уровнем моря по левому берегу, у села Ташлияр. Длина реки составляет 17 км, площадь водосборного бассейна — 136 км². Густот речной сети водосбора 0,2 км/км², 3 % площади бассейна залесено.

## Характеристика
Начинается у села Нижний Бикмет. Течёт в общем юго-восточном направлении. Долина на большом протяжении каньонообразная, с крутыми, местами отвесными склонами. Имеет 1 приток длиной 7,5 км.
Питание реки смешанное, с преобладанием снегового. Модуль подземного питания 0,11-0,25 л/(с×км²). Имеет высокое половодье и очень низкую межень. Средний многолетний слой годового стока в бассейне 67 мм, слой стока половодья 60 мм. Весеннее половодье начинается обычно в конце марта — начале апреля. Замерзает в начале ноября. Средний многолетний меженный расход воды в устье 0,034 м³/с.
Вода жёсткая (6-9 мг-экв/л) весной и очень жёсткая (12-20 мг-экв/л) зимой и летом. Общая минерализация 400—500 мг/л весной и 700—1000 мг/л зимой и летом. В бассейне реки располагаются 3 пруда суммарным объёмом 1,3 млн м³.

## Данные водного реестра
По данным государственного водного реестра России относится к Камскому бассейновому округу, водохозяйственный участок реки — Ик от истока и до устья, речной подбассейн реки — бассейны притоков Камы до впадения Белой. Речной бассейн реки — Кама.
Код объекта в государственном водном реестре — 10010101312111100028732.